# Nunataki Anatolija Jancelevicha
Nunataki Anatolija Jancelevicha är en nunatak i Antarktis. Den ligger i Östantarktis. Australien gör anspråk på området. Toppen på Nunataki Anatolija Jancelevicha är 1 399 meter över havet.
Terrängen runt Nunataki Anatolija Jancelevicha är lite kuperad. Trakten är obefolkad. Det finns inga samhällen i närheten.